# Clambus exiguus
Clambus exiguus is een keversoort uit de familie oprolkogeltjes (Clambidae). De wetenschappelijke naam van de soort werd in 1874 gepubliceerd door Andrew Matthews.